# Justizvollzugsanstalt Landsberg

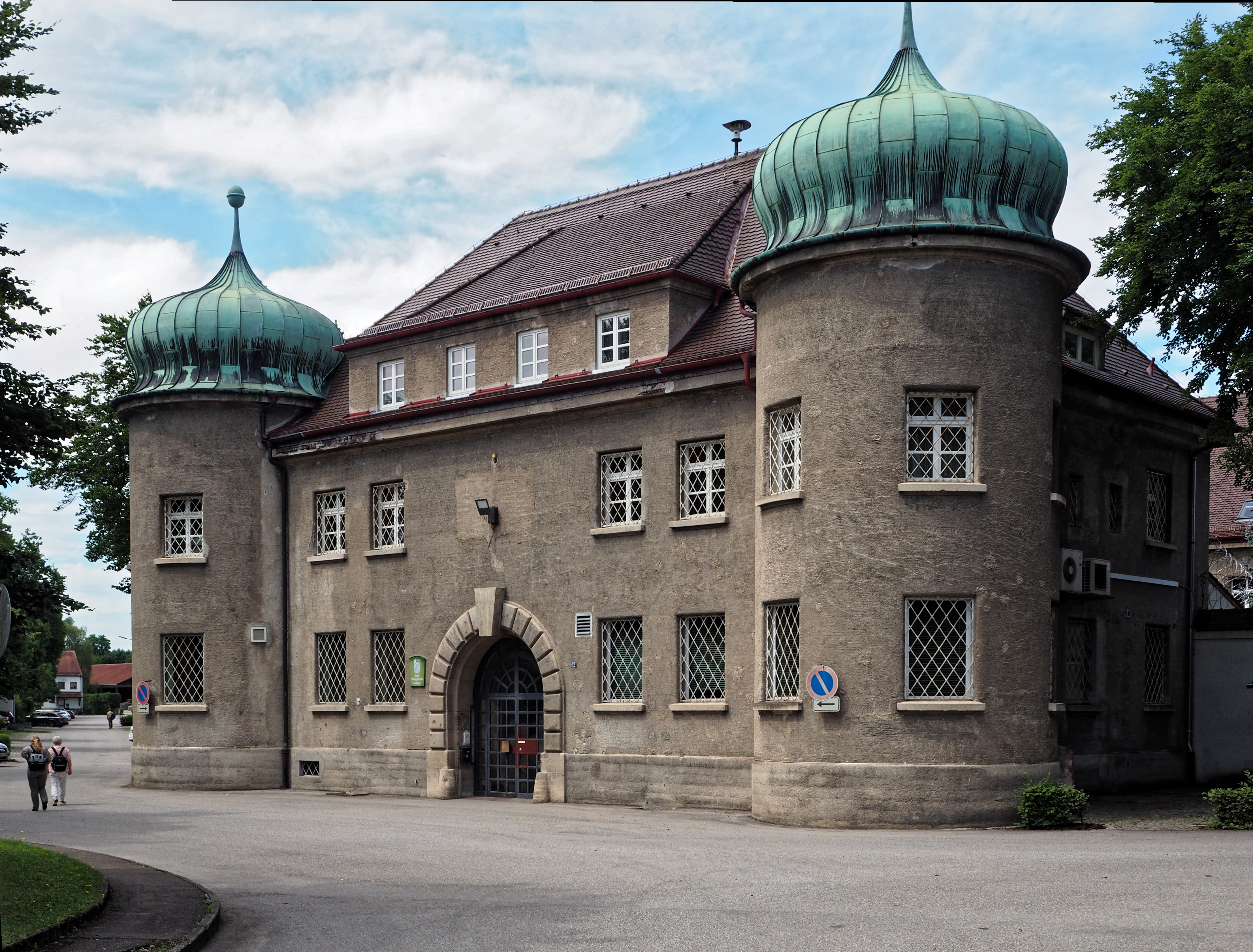
Eingangsgebäude

Die Justizvollzugsanstalt Landsberg des Freistaates Bayern dient als Vollzugsanstalt für erstmals bestrafte männliche erwachsene Strafhäftlinge in Landsberg am Lech. Sie erstreckt sich über sechs Hektar und ist für 565 Insassen ausgelegt. Für weitere 109 Insassen im offenen Vollzug unterhält die JVA Landsberg die Außenstelle Rothenfeld in der Gemeinde Andechs und 58 Plätze in zwei Freigängerhäusern in Landsberg am Lech. Die Verwaltung und Versorgung der JVA Garmisch-Partenkirchen erfolgen gemeinsam mit der JVA Landsberg.

## Geschichte
Die Anstalt wurde 1908 durch Ausgliederung von Teilen des Gefängnisses Ebrach als Staatliche Gefangenenanstalt Landsberg a. Lech nach Plänen von Hugo Höfl in zurückhaltend barockisierendem Reformstil erbaut. Zum Baukomplex, der nach den „modernen Richtlinien des Strafvollzugs“ von der Königlichen Staatsbauverwaltung errichtet wurde, gehören eine Reihe weiterer Gefängnisbauten und Dienstwohnungen.

### Festungshaft in der Weimarer Republik
Nach dem Ersten Weltkrieg wurde eine Festungs- und Schutzhaftabteilung eingerichtet.
Erster Festungshaftgefangener war Anton Graf von Arco auf Valley, der im Februar 1919 den bayerischen Ministerpräsidenten Kurt Eisner erschossen hatte. Arco war von Januar 1920 bis Mai 1924 inhaftiert, wurde dann vorzeitig auf Bewährung entlassen und 1927 endgültig begnadigt.
1923/24 verbüßte Adolf Hitler nach dem Hitler-Ludendorff-Putsch 264 Tage Festungshaft und schrieb hier sein politisch-ideologisches Buch Mein Kampf. Wegen Beteiligung am Putsch waren ebenfalls inhaftiert:
- Karl Fiehler (1895–1969), Politiker
- Rudolf Heß (1894–1987), Politiker
- Adolf Hühnlein (1881–1942), Offizier
- Hermann Kriebel (1876–1941), Offizier, Diplomat und Politiker
- Emil Maurice (1897–1972), politischer, persönlicher Wegbegleiter und Chauffeur Adolf Hitlers
- Ernst Pöhner (1870–1925), Jurist und Politiker
- Gregor Strasser (1892–1934), Politiker
- Julius Streicher (1885–1946), Publizist und Politiker
- Friedrich Weber (1892–1955), Veterinärmediziner

### Nationalsozialismus
In der Zeit des Nationalsozialismus waren unter anderem folgende Personen in Landsberg inhaftiert:
- Julius von Jan (1897–1964), evangelischer Pfarrer
- Rupert Mayer (1876–1945), Jesuit
- Fritz Pröll (1915–1944), Widerstandskämpfer
- Thomas Wimmer (1887–1964), Politiker

Zahlreiche ausländische politische Gefangene wurden auch nach Deutschland deportiert und in Landsberg inhaftiert. Zwischen Anfang 1944 und Kriegsende kamen mindestens 210 Menschen hier wegen Misshandlungen oder Hinrichtungen ums Leben.

### War Criminals Prison No. 1

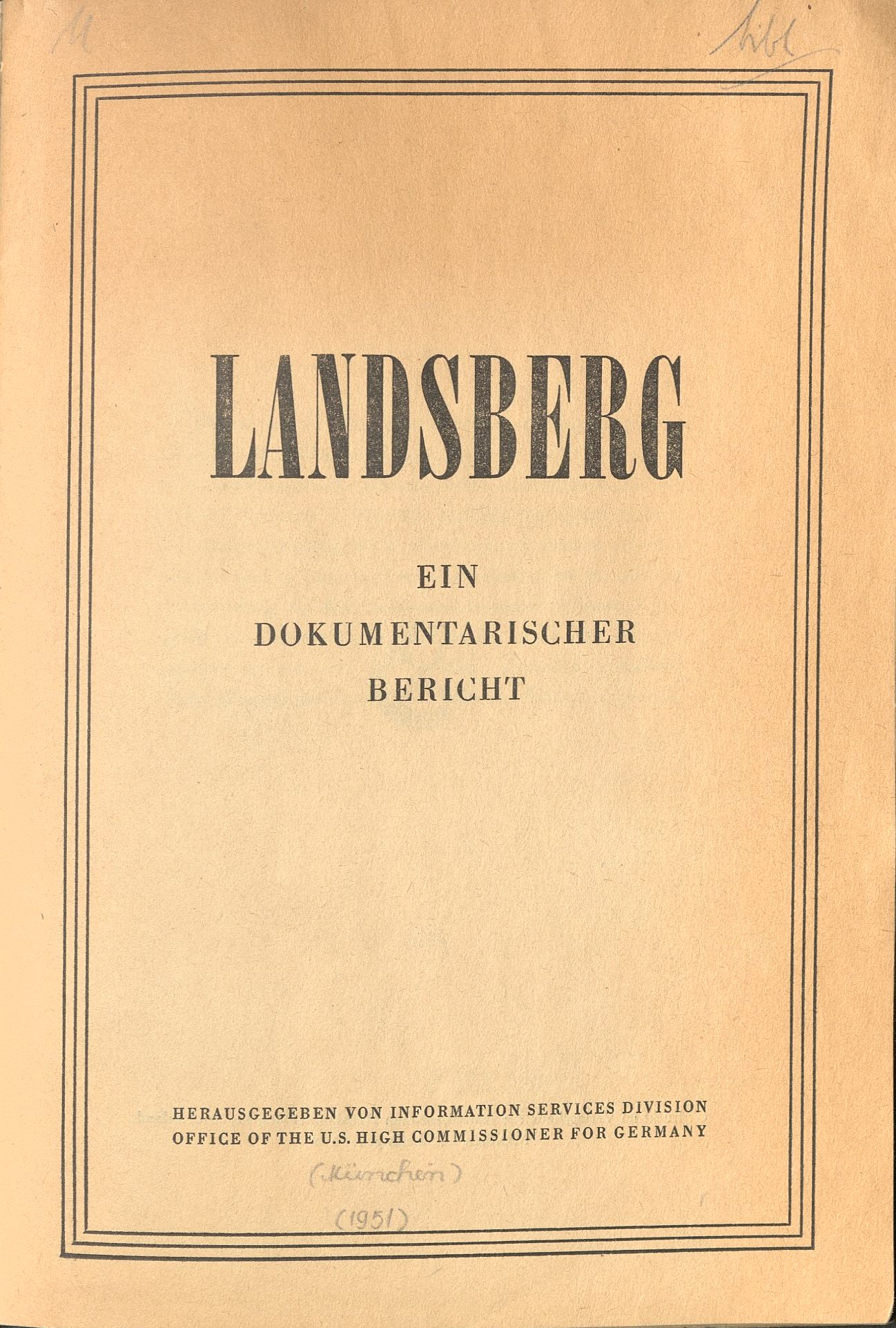
Entscheidungen über die Gnadengesuche 1951

Die Gefangenenanstalt Landsberg am Lech wurde am 30. April 1945 von Streitkräften der US-Armee befreit. Nach Beendigung des Zweiten Weltkriegs in Europa richtete die United States Army ab dem 1. Januar 1947 im Gebäude der Gefangenenanstalt Landsberg das War Criminal Prison No. 1 (deutsch Kriegsverbrechergefängnis Nr. 1) ein.
Hier wurden Freiheitsstrafen und Todesurteile aus diversen Prozessen gegen deutsche Kriegsverbrecher vollstreckt:
- Dachauer Prozesse (489 Militärgerichtsprozesse der US Army), darunter:
  - Fliegerprozesse
  - Malmedy-Prozess
  - Mauthausen-Hauptprozess
- Nürnberger Nachfolgeprozesse (zwölf Prozesse gegen Kriegsverbrecher vor dem amerikanischen Kriegsverbrechertribunal in Nürnberg), darunter:
  - Ärzteprozess
  - Einsatzgruppen-Prozess
  - Krupp-Prozess
  - OKW-Prozess
  - Rasse- und Siedlungshauptamt-Prozess
  - Wilhelmstraßen-Prozess
  - Wirtschafts- und Verwaltungshauptamt-Prozess

In Landsberg wurden 259 Todesurteile durch den Strang und 29 durch Erschießen vollstreckt. Auch nach der Abschaffung der Todesstrafe anlässlich der Gründung der Bundesrepublik Deutschland im Mai 1949 fanden in Landsberg weitere Hinrichtungen statt, zum letzten Mal am 7. Juni 1951 (siehe unten).
Von deutscher Seite gab es zahlreiche Gnadengesuche für die zum Tode Verurteilten. So baten im November 1950 alle Parteien aus Stadt und Kreis Landsberg in einer Resolution um Gnade. Am 7. Januar 1951 sprachen auf einer Kundgebung, unterstützt durch die Spitzen der evangelischen und katholischen Kirchen, auf dem Landsberger Hauptplatz die Bundestagsabgeordneten Richard Jaeger (CSU) und Gebhard Seelos (BP) sowie Landtagsabgeordnete beider Parteien vor mehreren tausend Menschen. Die Kundgebung endete im Eklat, als jüdische DPs aus dem Lager Lechfeld eine Gegendemonstration zum Gedenken der Opfer abhielten. Nach Recherchen des Historikers Jens-Christian Wagner brüllte die aufgeputschte Menge: „Juden raus!“
Am 31. Januar 1951 gaben der für die in den Nürnberger Prozessen Verurteilten zuständige US-amerikanische Hohe Kommissar, John McCloy, und der für die in den Dachauer Prozessen Verurteilten zuständige Oberbefehlshaber der US-amerikanischen Streitkräfte in Europa, General Handy, ihre Entscheidungen bekannt, durch die von insgesamt 28 noch nicht vollstreckten Todesurteilen sieben bestätigt wurden – 21 Todesurteile und auch zahlreiche andere Urteile wurden im Zuge dieser Überprüfungen im Strafmaß herabgesetzt.
Eine Reihe prominenter Häftlinge – zum Beispiel Alfried Krupp von Bohlen und Halbach und Wilhelm Speidel – wurden bereits 1951 gnadenhalber entlassen.
Die sieben bestätigten Todesurteile – sie wurden am 7. Juni 1951 vollstreckt – betrafen
- Oswald Pohl, der als Hauptangeklagter des Prozesses Wirtschafts- und Verwaltungshauptamt der SS zum Tode verurteilt worden war,
- vier der im Einsatzgruppen-Prozess Verurteilten (Otto Ohlendorf, Erich Naumann, Paul Blobel, Werner Braune)
- zwei in den Dachauer Prozessen Verurteilte – nämlich den Adjutanten des Lagerkommandanten des KZ Buchenwald Hans-Theodor Schmidt und den Rapportführer des KZ-Außenlagerkomplexes Mühldorf Georg Schallermair.

Einige der Hingerichteten wurden auf dem „Spöttinger Friedhof“ (Gefängnisfriedhof) begraben, andere wurden in die Heimatorte überführt. Durch die Veröffentlichung der Bürgervereinigung Landsberg im 20. Jahrhundert und des kritischen Heimatforschers Anton Posset zu den Kriegsverbrechern im Themenheft 1 „Von Hitlers Festungshaft zum Kriegsverbrecher-Gefängnis N° 1: Die Landsberger Haftanstalt im Spiegel der Geschichte“ rückte auch der Friedhof des Gefängnisses, auf dem u. a. die im Gefängnis gehängten Kriegsverbrecher sowie jüdische Opfer des NS-Regime begraben wurden, wieder ins Gedächtnis. Über viele Jahre hinweg wurde er auch als Pilgerstätte von Rechtsextremen genutzt. Die Bürgervereinigung kritisierte in zahlreichen Zeitungsartikeln und Leserbriefen die Grabpflege und forderte die Auflösung der Grabstätte. 2003 wurde der Friedhof durch den Freistaat Bayern entwidmet und die Namensschilder unter starken Protesten von den Gräbern entfernt.
Weitere Haftstrafen unter US-Verwaltung verbüßten hier unter anderen:
- Heinrich Bütefisch (1894–1969), Chemiker
- Josef Dietrich (1892–1966), SS-General
- Hellmuth Felmy (1885–1965), General der Flieger im Zweiten Weltkrieg
- Otto Hofmann (1896–1982), SS-Obergruppenführer
- Karl-Adolf Hollidt (1891–1985), Heeresoffizier
- Hermann Hoth (1885–1971), Heeresoffizier
- Waldemar Klingelhöfer (1900–1977), SS-Sturmbannführer
- Alfried Krupp von Bohlen und Halbach (1907–1967), Ingenieur
- Hans Heinrich Lammers (1879–1962), Richter, Verwaltungsjurist und Ministerialbeamter
- Wilhelm List (1880–1971), Heeresoffizier
- Erhard Milch (1892–1972), Generalfeldmarschall
- Martin Sandberger (1911–2010), SS-Standartenführer
- Ferdinand Schörner (1892–1973), Generalfeldmarschall
- Anton Slupetzky (1899–1987), österreichischer Unternehmer
- Gustav Adolf Steengracht von Moyland (1902–1969), Diplomat
- Otto Steinbrinck (1888–1949), Marineoffizier und Industrieller
- Walter Warlimont (1894–1976), Offizier
- Bernhard Weiß (1904–1973), Unternehmer
- Ernst von Weizsäcker (1882–1951), Marineoffizier und Diplomat

Weiterhin wurden 1947 die 21 in Kriegsverbrecherprozessen in Shanghai Verurteilten hier untergebracht.
Das WCP No. 1 wurde am 9. Mai 1958 aufgelöst. Die Anstalt wurde an die bayerische Justiz zurückgegeben. 2002 erstellte Lutz Hachmeister einen Dokumentarfilm über die historische Bedeutung des Gefängnisses.

### Justizvollzugsanstalt
Seit 1959 wird die Einrichtung als Justizvollzugsanstalt betrieben. Prominente oder bekannte Häftlinge seither sind oder waren:
- Hannsheinz Porst (1922–2010), Eigentümer Photo Porst; Landesverrat
- Günter Maschke (1943–2022); Verweigerung des Wehrersatzdienstes
- Helg Sgarbi, Betrug und versuchte Erpressung der Unternehmerin Susanne Klatten[11]
- Michael Graeter (* 1941), Boulevard-Journalist; Insolvenzdelikte und Untreue
- Bela Ewald Althans (* 1966), Neonazi; Volksverhetzung
- Karl-Heinz Wildmoser junior (* 1964), Geschäftsführer des TSV 1860 München; Bestechlichkeit und Untreue
- Josef Müller (* 1955), Anlageberater; schwerer Betrug
- Uli Hoeneß (* 1952), Fußballfunktionär; Steuerhinterziehung
- Alfons Schuhbeck (* 1949), Koch; Steuerhinterziehung, Insolvenzverschleppung und Betrug[12][13]

## Kritik
Im Februar 2011 kam es innerhalb von nur drei Tagen zu zwei Suiziden von Gefangenen der JVA Landsberg. Die Angehörigen erhoben daraufhin schwere Vorwürfe gegen die Anstaltsleitung und kritisierten die Haftbedingungen in Landsberg. Insbesondere wurde der Vorwurf laut, der Vorfall sei längst nicht so überraschend gekommen, wie die JVA-Leiterin Monika Groß in der Presse behauptet hatte.